# Primera División (Bolivia)
De Primera División, tot 2017 Liga de Fútbol Profesional Boliviano is de nationale voetbalcompetitie van Bolivia.

## Geschiedenis
Van 1950 tot 1959 organiseerde de AFLP, de voetbalbond van La Paz, de competitie. In 1960 nam de Boliviaanse bond de organisatie over en organiseerde tot 1976 een (semi)professionele competitie gehouden waarbij gespeeld werd om de Copa Simón Bolívar. Sinds 23 augustus 1977 bestaat de Liga de Fútbol Profesional Boliviano als professionele competitie. De naam Copa Simón Bolívar is in 1989 weer ingevoerd, maar nu als naam voor de tweede divisie in Bolivia.

## Systeem
Er nemen twaalf clubs deel aan de Liga de Fútbol Profesional Boliviano. Sinds 2003 is het seizoen gesplitst in twee delen, de Apertura (Opening, eerste seizoenshelft) en de Clausura (Sluiting, tweede seizoenshelft), met beide een eigen kampioen. In 2005 werd besloten om het seizoen gelijk te laten lopen met de officiële FIFA-kalender en te spelen van augustus tot juni in plaats van februari tot december. Dit systeem werd echter na één seizoen alweer losgelaten en sinds 2007 wordt er weer gespeeld van februari tot december.
Aan het eind van een jaargang degradeert de club die gemiddeld genomen in de apertura en clausura het minste punten heeft gehaald naar de tweede divisie en wordt vervangen door de kampioen van deze divisie. De een-na-laatste club speelt een promotie-degradatiewedstrijd tegen de nummer twee van de tweede divisie.

## Teams
De teams die in 2013-2014 meedoen aan de nationale competitie van Bolivia zijn:
- Club Aurora
- Club Blooming
- Club Bolívar
- Guabirá

- Club Jorge Wilstermann
- Nacional Potosí
- Oriente Petrolero
- Real Potosí

- Club San José
- Sport Boys Warnes
- The Strongest
- Universitario de Sucre

## Winnaars
| - 1977 The Strongest - 1978 Club Bolívar - 1979 Oriente Petrolero - 1980 Club Jorge Wilstermann - 1981 Club Jorge Wilstermann - 1982 Club Bolívar - 1983 Club Bolívar - 1984 Club Blooming - 1985 Club Bolívar - 1986 The Strongest - 1987 Club Bolívar - 1988 Club Bolívar - 1989 The Strongest - 1990 Oriente Petrolero - 1991 Club Bolívar - 1992 Club Bolívar - 1993 The Strongest - 1994 Club Bolívar - 1995 Club San José - 1996 Club Bolívar - 1997 Club Bolívar | - 1998 Club Blooming - 1999 Club Blooming - 2000 Club Jorge Wilstermann - 2001 Oriente Petrolero - 2002 Club Bolívar - 2003 Apertura The Strongest - 2003 Clausura The Strongest - 2004 Apertura Club Bolívar - 2004 Clausura The Strongest - 2005 Adecuación Club Bolívar - 2005 Apertura Club Blooming - 2006 Clausura Club Bolívar - 2006 Segundo Torneo Club Jorge Wilstermann - 2007 Apertura Real Potosí - 2007 Clausura Club San José - 2008 Apertura Universitario de Sucre - 2008 Clausura Club Aurora - 2009 Apertura Club Bolívar - 2009 Clausura Club Blooming - 2010 Apertura Club Jorge Wilstermann - 2010 Clausura Oriente Petrolero | - 2011 Adecuación Club Bolívar - 2011 Apertura The Strongest - 2012 Clausura The Strongest - 2012 Apertura The Strongest - 2013 Clausura Club Bolívar - 2013 Apertura The Strongest - 2014 Clausura Universitario de Sucre - 2014 Apertura Club Bolívar - 2015 Clausura Club Bolívar - 2015 Apertura Sport Boys Warnes - 2016 Clausura Club Jorge Wilstermann - 2016 Apertura The Strongest - 2017 Apertura Club Bolívar - 2017 Clausura Club Bolívar - 2018 Apertura Club Jorge Wilstermann - 2018 Clausura Club San José - 2019 Apertura Club Bolívar - 2019 Clausura Club Jorge Wilstermann - 2020 Always Ready - 2021 Independiente Petrolero - 2022 Apertura Club Bolívar - 2022 Clausura Toernooi geannuleerd |

## Titels per club
| Club                     | Stad                    | Titels | Seizoenen (1950-2019) |
| ------------------------ | ----------------------- | ------ | --- |
| Club Bolívar             | La Paz                  | 30     | 1950, 1953, 1956, 1966, 1968, 1976, 1978, 1982, 1983, 1985, 1987, 1988, 1991, 1992, 1994, 1996, 1997, 2002, 2004 Apertura, 2005 Adecuación, 2005–06 Clausura, 2009 Apertura, 2011 Adecuación, 2013 Clausura, 2014 Apertura, 2015 Clausura, 2017 Apertura, 2017 Clausura, 2019 Apertura, 2022 Apertura |
| The Strongest            | La Paz                  | 15     | 1952, 1964, 1974, 1977, 1986, 1989, 1993, 2003 Apertura, 2003 Clausura, 2004 Clausura, 2011 Apertura, 2012 Clausura, 2012 Apertura, 2013 Apertura, 2016 Apertura |
| Club Jorge Wilstermann   | Cochabamba              | 15     | 1957, 1958, 1959, 1960, 1967, 1972, 1973, 1980, 1981, 2000, 2006 Segundo Torneo, 2010 Apertura, 2016 Clausura, 2018 Apertura, 2019 Clausura |
| Oriente Petrolero        | Santa Cruz de la Sierra | 5      | 1971, 1979, 1990, 2001, 2010 Clausura |
| Club Blooming            | Santa Cruz de la Sierra | 5      | 1984, 1998, 1999, 2005–06 Apertura, 2009 Clausura |
| Club San José            | Oruro                   | 4      | 1955, 1995, 2007 Clausura, 2018 Clausura |
| Always Ready             | La Paz                  | 3      | 1951, 1957, 2020 |
| Club Aurora              | Cochabamba              | 2      | 1963, 2008 Clausura |
| Club Deportivo Municipal | Oruro                   | 2      | 1961, 1965 |
| Universitario de Sucre   | Sucre                   | 2      | 2008 Apertura, 2014 Clausura |
| CD Chaco Petrolero       | La Paz                  | 1      | 1970 |
| Real Potosí              | Potosí                  | 1      | 2007 Apertura |
| Universitario de La Paz  | La Paz                  | 1      | 1969 |
| CD Guabirá               | Montero                 | 1      | 1975 |
| Litoral                  | La Paz                  | 1      | 1954 |
| Sport Boys Warnes        | Warnes                  | 1      | 2015 Apertura |
| Independiente Petrolero  | Sucre                   | 1      | 2021 |

## Eeuwige ranglijst
Vetgedrukt de clubs die in 2022 in de hoogste klasse spelen.
| Club                     | Stad                    | /45 | Periode (1977-2025)                                     |
| ------------------------ | ----------------------- | --- | ------------------------------------------------------- |
| Bolívar                  | La Paz                  | 48  | 1977-                                                   |
| The Strongest            | La Paz                  | 48  | 1977-                                                   |
| Oriente Petrolero        | Santa Cruz de la Sierra | 48  | 1977-                                                   |
| Jorge Wilstermann        | Cochabamba              | 44  | 1977-2010, 2012-                                        |
| Blooming                 | Santa Cruz de la Sierra | 44  | 1977-1995, 1997-                                        |
| San José                 | Oruro                   | 42  | 1977-1999, 2002-2021                                    |
| Guabirá                  | Montero                 | 29  | 1977-1984, 1993-2003, 2008, 2010-2012, 2013-2014, 2016- |
| Real Santa Cruz          | Santa Cruz de la Sierra | 28  | 1977-1992, 1994-2001, 2004, 2020-                       |
| Aurora                   | Cochabamba              | 28  | 1977-1988, 2003-2014, 2018-                             |
| Real Potosí              | Potosí                  | 23  | 1998-2021                                               |
| Destroyers               | Santa Cruz de la Sierra | 20  | 1985-1999, 2005-2007, 2018-2019                         |
| Independiente Petrolero  | Sucre                   | 19  | 1981-1983, 1990-2013, 2021-                             |
| Universitario de Sucre   | Sucre                   | 17  | 1986-1989, 2006-2018, 2022-                             |
| Petrolero de Cochabamba  | Cochabamba              | 14  | 1977-1987, 1991-1993                                    |
| Always Ready             | La Paz                  | 14  | 1977-1981, 1987-1991, 2019-                             |
| Nacional Potosí          | Potosí                  | 12  | 2009, 2011-                                             |
| Ciclón                   | Tarija                  | 12  | 1985-1995, 2015-2016                                    |
| Deportivo Municipal      | La Paz                  | 11  | 1977-1985, 1996-1997                                    |
| Chaco Petrolero          | La Paz                  | 11  | 1982-1986, 1991-1993, 1996-1998                         |
| La Paz FC                | La Paz                  | 9   | 2004-2013                                               |
| Unión Central            | Tarija                  | 8   | 1999-2006                                               |
| Litoral                  | La Paz                  | 6   | 1986-1990, 1992                                         |
| Independiente Unificada  | Potosí                  | 6   | 1977-1982                                               |
| Stormers                 | Sucre                   | 6   | 1977-1980, 1995-1996                                    |
| Sport Boys Warnes        | Warnes                  | 6   | 2013-2019                                               |
| Iberoamericana           | La Paz                  | 5   | 2001-2005                                               |
| Real Mamoré              | Cochabamba              | 5   | 2007-2012                                               |
| Royal Pari               | Santa Cruz de la Sierra | 5   | 2018-                                                   |
| Petrolero                | Yacuiba                 | 4   | 2012-2013, 2014-2017                                    |
| Bata                     | Quillacollo             | 3   | 1977-1979                                               |
| Mariscal Braun           | La Paz                  | 3   | 2000-2002                                               |
| Atlético Palmaflor       | Quillacollo             | 3   | 2020-                                                   |
| Real Tomayapo            | Tarija                  | 2   | 2021-                                                   |
| Primero de Mayo          | Potosí                  | 2   | 1983-1984                                               |
| Magisterio               | Sucre                   | 2   | 1984-1985                                               |
| 20 de Agosto             | Trinidad                | 2   | 1977-1978                                               |
| Orcobol                  | Cochabamba              | 2   | 1991-1992                                               |
| Universitario de Potosí  | Potosí                  | 2   | 1992-1993                                               |
| Metalsan                 | Cochabamba              | 2   | 1993-1994                                               |
| Wilstermann Cooperativas | Potosí                  | 1   | 1985                                                    |
| Bamin Potosí             | Potosí                  | 1   | 1986                                                    |
| San Pedro                | Cochabamba              | 1   | 1990                                                    |
| Universitario del Beni   | Trinidad                | 1   | 1993                                                    |
| Real Beni                | Trinidad                | 1   | 1992                                                    |
| Atlético Pompeya         | Trinidad                | 1   | 2000                                                    |
| Universitario de Pando   | Cobija                  | 1   | 2014-2015                                               |
| Universitario de Vinto   | Vinto                   | 1   | 2022-                                                   |

## Topscorers
| Seizoen | Naam                  | Club                    | Goal(s) |
| ------- | --------------------- | ----------------------- | ------- |
| 1977    | Jesús Reynaldo        | Club Bolívar            | 28      |
| 1978    | Jesús Reynaldo        | Club Bolívar            | 39      |
| 1979    | Raúl Baldessari       | Club Blooming           | 31      |
| 1980    | Juan Carlos Sánchez   | Guabirá                 | 21      |
| 1981    | Juan Carlos Sánchez   | Club Blooming           | 30      |
| 1982    | Raúl Baldessari       | Oriente Petrolero       | 25      |
| 1983    | Juan Carlos Sánchez   | Club Blooming           | 30      |
| 1984    | Victor Hugo Antelo    | Oriente Petrolero       | 38      |
| 1985    | Victor Hugo Antelo    | Oriente Petrolero       | 37      |
| 1986    | Jesús Reynaldo        | The Strongest           | 36      |
| 1987    | Fernando Salinas      | Club Bolívar            | 28      |
| 1988    | Fernando Salinas      | Club Bolívar            | 17      |
| 1989    | Victor Hugo Antelo    | Real Santa Cruz         | 22      |
| 1990    | Juan Carlos Sánchez   | Club San José           | 20      |
| 1991    | Carlos Da Silva       | Oriente Petrolero       | 19      |
| 1991    | Jorge Hirano          | Club Bolívar            | 19      |
| 1991    | Jasson Rodríguez      | Chaco Petrolero         | 19      |
| 1992    | Álvaro Peña           | Club San José           | 32      |
| 1993    | Victor Hugo Antelo    | Club San José           | 20      |
| 1994    | Óscar González        | Independiente Petrolero | 23      |
| 1995    | Juan Berthy Suárez    | Guabirá                 | 29      |
| 1996    | Sergio João           | Club Stormers           | 17      |
| 1997    | Victor Hugo Antelo    | Club Blooming           | 24      |
| 1998    | Victor Hugo Antelo    | Club Blooming           | 31      |
| 1999    | Victor Hugo Antelo    | Club Blooming           | 31      |
| 2000    | Daniel Delfino        | The Strongest           | 28      |
| 2001    | José Alfredo Castillo | Oriente Petrolero       | 42      |
| 2002    | Joaquín Botero        | Club Bolívar            | 49      |
| 2003-A  | Thiago Leitão         | Jorge Wilstermann       | 19      |
| 2003-C  | Miguel Mercado        | Club Bolívar            | 19      |
| 2004-A  | Martín Menacho        | Real Potosí             | 15      |
| 2004-C  | Pablo Daniel Escobar  | Club San José           | 17      |
| 2005-A  | Rubén Darío Aguilera  | Club San José           | 21      |
| 2005-C  | Juan Matías Fischer   | Club Bolívar            | 17      |
| 2006-A  | Alfredo Jara          | Real Potosí             | 16      |
| 2006-C  | Alfredo Jara          | Real Potosí             | 19      |
| 2007-A  | Diego Cabrera         | Club Aurora             | 14      |
| 2007-C  | Juan Maraude          | Municipal Real Mamoré   | 13      |
| 2008-A  | Anderson Gonzaga      | Club Blooming           | 16      |
| 2008-C  | Luis Sillero          | Real Potosí             | 7       |
| 2009-A  | William Ferreira      | Club Bolívar            | 16      |
| 2009-C  | William Ferreira      | Club Bolívar            | 9       |
| 2009-C  | Christián Díaz        | Club San José           | 9       |
| 2009-C  | Pablo Vázquez         | The Strongest           | 9       |
| 2010-A  | Christián Díaz        | Club San José           | 18      |
| 2010-C  | William Ferreira      | Club Bolívar            | 14      |
| 2011-T  | Juan Maraude          | Club San José           | 19      |
| 2011-A  | William Ferreira      | Club Bolívar            | 15      |
| 2012-C  | Carlos Saucedo        | Club San José           | 17      |
| 2012-A  | Carlos Saucedo        | Club San José           | 23      |
| 2013-C  | William Ferreira      | Club Bolívar            | 17      |
| 2013-C  | Eduardo Fierro        | Universitario de Sucre  | 17      |
| 2013-A  | Carlos Saucedo        | Club San José           | 16      |
| 2013-A  | Marcelo Gómez         | Club San José           | 16      |
| 2014-C  | Carlos Neumann        | Club San José           | 18      |
| 2014-A  | Juanmi Callejón       | Club Bolívar            | 14      |
| 2015-C  | Martín Palavicini     | Universitario de Sucre  | 13      |
| 2015-A  | Martín Palavicini     | Universitario de Sucre  | 19      |
| 2016-C  | Juan Vogliotti        | Club Atlético Ciclón    | 12      |
| 2016-A  | Juanmi Callejón       | Club Bolívar            | 16      |
| 2017-A  | Carlos Saucedo        | Guabirá                 | 17      |
| 2017-C  | Gilbert Álvarez       | Jorge Wilstermann       | 16      |
| 2018-A  | Carlos Saucedo        | Club San José           | 18      |
| 2018-C  | Marcos Riquelme       | Club Bolívar            | 20      |
| 2018-C  | Jair Reinoso          | Club San José           | 20      |
| 2018-C  | Rolando Blackburn     | The Strongest           | 20      |
| 2019-A  | Carlos Saucedo        | Club San José           | 23      |
| 2019-C  | Juanmi Callejón       | Club Bolívar            | 19      |
| 2019-C  | Carlos Saucedo        | Club San José           | 19      |
| 2019-C  | Jair Reinoso          | The Strongest           | 19      |
| 2020-A  | Marcos Riquelme       | Club Bolívar            | 20      |
| 2021    | Martín Prost          | Independiente Petrolero | 18      |
| 2022-A  | Francisco da Costa    | Club Bolívar            | 10      |
| 2022-C  | Marcos Riquelme       | Club Bolívar            | 19      |

## Scheidsrechters
Bijgaand een overzicht van Boliviaanse scheidsrechters die niet alleen actief zijn of waren in de Liga de Fútbol Profesional Boliviano, maar daarnaast ook internationale wedstrijden leiden of hebben geleid.
- Herbert Aguilera
- Alberto Albornoz
- Armando Aliaga
- Alfredo Álvarez
- Joaquin Antequera
- Jorge Antequera
- Tomás Antruejo
- Luis Barrancos
- Alfredo Bernal
- Jhonny Colque
- Esteban Cuevas
- Alberto Daza
- César Estrada
- Iván Gamboa
- Gil Ángel García

- Victorio Gariboni
- Enrique Guardia
- Peter Guerrero
- José Jaime Jordan
- Juan Carlos Lugones
- Juan Luna
- Óscar Maldonado
- Emilio Martínez
- Rodolfo Medina
- Jorge Monasterios
- René Orihuela
- Raúl Orosco
- Óscar Ortubé
- René Ortubé
- Jorge Pabon

- Juan Carlos Paniagua
- Pablo Peña
- Mario Prado
- Juan Miguel Rivero
- Javier Rivero Angeles
- Hugo Rocha Martinez
- Esteban Rosales
- Javier Rossel
- Mario Salinas
- Pedro Saucedo
- Ulises Saucedo
- Edgar Solíz
- Celier Vargas
- José Antonio Vargas
- Tito Villarreal

Always Ready ·
Atlético Palmaflor ·
Aurora · 
Blooming · 
Bolívar · 
Guabirá · 
Independiente Petrolero · 
Jorge Wilstermann · 
Libertad Gran Mamoré · 
Nacional Potosí · 
Oriente Petrolero · 
Real Santa Cruz · 
Real Tomayapo · 
Royal Pari ·  
The Strongest · 
Universitario de Vinto · 
Vaca Díez ·
1950 · 1951 · 1952 · 1953 · 1954 · 1955 · 1956 · 1957 · 1958 · 1959 · 1960 · 1961 · 1962 · 1963 · 1964 · 1965 · 1966 · 1967 · 1968 · 1969 · 1970 · 1971 · 1972 · 1973 · 1974 · 1975 · 1976 · 1977 · 1978 · 1979 · 1980 · 1981 · 1982 · 1983 · 1984 · 1985 · 1986 · 1987 · 1988 · 1989 · 1990 · 1991 · 1992 · 1993 · 1994 · 1995 · 1996 · 1997 · 1998 · 1999 · 2000 · 2001 · 2002 · 2003 · 2004 · 2005 · 2006 · 2007 · 2008 · 2009 · 2010 · 2011 ·  2011/12 · 2012/13 · 2013/14 · 2014/15 · 2015/16 · 2016/17 · 2018 · 2019 · 2020 · 2021 · 2022 · 2023